# Sandersoniomyces
Sandersoniomyces divaricatus — вид грибів, що належить до монотипового роду Sandersoniomyces.